# Сезар (кінопремія, 1985)
10-та церемонія вручення нагород премії «Сезар» Академії мистецтв та технологій кінематографа за заслуги у царині французького кінематографу за 1984 рік відбулася 3 лютого 1985 року в Théâtre de l'Empire (Париж, Франція). 
Церемонія проходила під головуванням Симони Синьоре, розпорядником та ведучим виступив П'єр Чернія. Найкращим фільмом визнано стрічку Відчиніть, поліція! режисера Клода Зіді.

## Статистика
Фільми, що отримали декілька номінацій:
| Фільм                                               | Номінації | Перемоги |
| --------------------------------------------------- | --------- | -------- |
| • Неділя за містом / Un dimanche à la campagne      | 8         | 3        |
| • Кармен / Carmen                                   | 7         | 1        |
| • Відчиніть, поліція! / Les Ripoux                  | 5         | 3        |
| • Кохання до смерті / L’Amour à mort                | 5         | —        |
| • Ночі повного місяця / Les Nuits de la pleine lune | 5         | —        |
| • Спогади, спогади / Souvenirs, Souvenirs           | 4         | 1        |
| • Форт Саган / Fort Saganne                         | 4         | —        |
| • Діагональ слона / La Diagonale du fou             | 3         | 1        |
| • Піратка / La Pirate                               | 3         | 1        |
| • Публічна жінка / La Femme publique                | 3         | —        |
| • Вулиця варварів / Rue barbare                     | 2         | —        |
| • Вали звідси / Marche à l'ombre                    | 2         | —        |
| • Вершники бурі / Les Cavaliers de l'orage          | 2         | 1        |
| • Зведення рахунків / L'Addition                    | 2         | 1        |
| • Кохання Свана / Un amour de Swann                 | 2         | 2        |
| • Така моя воля / Le Bon Plaisir                    | 2         | —        |

## Список лауреатів та номінантів
★Переможців виділено окремим кольором.

### Основні категорії
| Категорії                                       | Лауреати та номінанти | Лауреати та номінанти                                                                                   |
| ----------------------------------------------- | --- | --- |
| Найкращий фільм                                 | ★ Відчиніть, поліція! / Les Ripoux (реж.: Клод Зіді) | ★ Відчиніть, поліція! / Les Ripoux (реж.: Клод Зіді)                                                    |
| Найкращий фільм                                 | • Кохання до смерті (реж.: Ален Рене) | |
| Найкращий фільм                                 | • Кармен (реж.: Франческо Розі) | |
| Найкращий фільм                                 | • Ночі повного місяця (реж.: Ерік Ромер) | |
| Найкращий фільм                                 | • Неділя за містом / Un dimanche à la campagne (реж.: Бертран Таверньє)                                                                                  | |
| Найкраща режисерська робота                     | | ★ Клод Зіді за фільм «Відчиніть, поліція!»                                                              |
| Найкраща режисерська робота                     | • Ален Рене — «Кохання до смерті» | |
| Найкраща режисерська робота                     | • Франческо Розі — «Кармен» | |
| Найкраща режисерська робота                     | • Ерік Ромер — «Ночі повного місяця» | |
| Найкраща режисерська робота                     | • Бертран Таверньє — «Неділя за містом» | |
| Найкраща актор                                  | | ★ Ален Делон — «Наша історія» (за роль Робера Авранша)                                                  |
| Найкраща актор                                  | • Жерар Депардьє — «Форт Саган» (за роль Шарля Сагана)                                                                                                   | |
| Найкраща актор                                  | • Луї Дюкре (Louis Ducreux) — «Неділя за містом» (за роль месьє Ладміраля)                                                                               | |
| Найкраща актор                                  | • Філіпп Нуаре — «Відчиніть, поліція!» (за роль Рене Буарона)                                                                                            | |
| Найкраща актор                                  | • Мішель Пікколі — «Діагональ слона» (за роль Якова Лібскінда)                                                                                           | |
| Найкраща акторка                                | | ★ Сабіна Азема — «Неділя за містом» (за роль Ірен)                                                      |
| Найкраща акторка                                | • Джейн Біркін — «Піратка» (за роль Альми) | |
| Найкраща акторка                                | • Валері Капріськи — «Публічна жінка» (La Femme publique) (за роль Етель)                                                                                | |
| Найкраща акторка                                | • Хулія Міґенес (Julia Migenes) — «Кармен» (за роль Кармен)                                                                                              | |
| Найкраща акторка                                | • Паскаль Ожьє (Pascale Ogier) — «Ночі повного місяця» (за роль Луїзи)                                                                                   | |
| Найкращий актор другого плану                   | | ★ Ришар Боренже — «Зведення рахунків» (L'Addition) (за роль Альбера Лорки)                              |
| Найкращий актор другого плану                   | • Мішель Омон — «Неділя за містом» (за роль Гонзага) | |
| Найкращий актор другого плану                   | • Бернар-П'єр Донадьє — «Вулиця варварів» (Rue barbare) (за роль Матіаса Хагена)                                                                         | |
| Найкращий актор другого плану                   | • Фабріс Лукіні — «Ночі повного місяця» (за роль Октава)                                                                                                 | |
| Найкращий актор другого плану                   | • Ламбер Вільсон — «Публічна жінка» (за роль Мілана Мліськи)                                                                                             | |
| Найкраща акторка другого плану                  | | ★ Каролін Селльє (Caroline Cellier) — «Рік медуз» (L'Année des méduses) (за роль Клоді)                 |
| Найкраща акторка другого плану                  | • Вікторія Абріль — «Зведення рахунків» (за роль Патти)                                                                                                  | |
| Найкраща акторка другого плану                  | • Кароль Буке — «Берег правий, берег лівий» (за роль Баби Сенанк)                                                                                        | |
| Найкраща акторка другого плану                  | • Елізабет Буржін (Elizabeth Bourgine) — «Сьома мішень» (за роль Лоры)                                                                                   | |
| Найкраща акторка другого плану                  | • Марушка Детмерс — «Піратка» (за роль Кароль) | |
| Найперспективніший актор                        | | ★ П'єр-Лу Ражо — «Спогади, спогади» (Souvenirs, souvenirs)                                              |
| Найперспективніший актор                        | • Ксав'є Делюк (Xavier Deluc) — «Обман» (La Triche) | |
| Найперспективніший актор                        | • Іпполіт Жирардо — «Така моя воля» | |
| Найперспективніший актор                        | • Бенуа Режан (Benoît Régent) — «Діагональ слона» | |
| Найперспективніша акторка                       | | ★ Лор Марсак (Laure Marsac) — «Піратка»                                                                 |
| Найперспективніша акторка                       | • Фанні Бастьєн (Fanny Bastien) — «Піно, простий поліцейський» (Pinot simple flic)                                                                       | |
| Найперспективніша акторка                       | • Еммануель Беар — «Заборонене кохання» (Un amour interdit)                                                                                              | |
| Найперспективніша акторка                       | • Софі Дюез (Sophie Duez) — «Вали звідси» (Marche à l'ombre (film))                                                                                      | |
| Найкращий сценарій                              | | ★ Бертран Бліє — «Наша історія»                                                                         |
| Найкращий сценарій                              | • Ерік Ромер — «Ночі повного місяця» | |
| Найкращий сценарій                              | • Клод Зіді — «Відчиніть, поліція!» | |
| Найкращий адаптований сценарій                  | | ★ Бертран Таверньє та Коло Таверньє — «Неділя за містом»                                                |
| Найкращий адаптований сценарій                  | • Домінік Гарньє та Анджей Жулавський — «Публічна жінка»                                                                                                 | |
| Найкращий адаптований сценарій                  | • Франсіс Жиро та Франсуаза Жиро (Françoise Giroud) — «Така моя воля»                                                                                    | |
| Найкраща музика до фільму                       | | ★ Мішель Порталь (Michel Portal) за музыку к фильму «Вершники бурі» (Les Cavaliers de l'orage)          |
| Найкраща музика до фільму                       | • Ганс Вернер Генце — «Кохання до смерті» | |
| Найкраща музика до фільму                       | • Мішель Легран — «Слова і музика» | |
| Найкраща музика до фільму                       | • Бернар Лавільє — «Вулиця варварів» | |
| Найкращий монтаж                                | ★ Ніколь Соньє (Nicole Saunier) — «Відчиніть, поліція!»                                                                                                  | ★ Ніколь Соньє (Nicole Saunier) — «Відчиніть, поліція!»                                                 |
| Найкращий монтаж                                | • Клодін Мерлен (Claudine Merlin) — «Наша історія» | |
| Найкращий монтаж                                | • Женев'єва Віндінґ (Geneviève Winding) — «Спогади, спогади»                                                                                             | |
| Найкращий монтаж                                | • Арман Псенні — «Неділя за містом» | |
| Найкраща операторська робота                    | ★ Бруно де Кейзер — «Неділя за містом» | ★ Бруно де Кейзер — «Неділя за містом»                                                                  |
| Найкраща операторська робота                    | • Саша Верні — «Кохання до смерті» | |
| Найкраща операторська робота                    | • Паскуаліно Де Сантіс — «Кармен» | |
| Найкраща операторська робота                    | • Бруно Нюйттен — «Форт Саган» | |
| Найкращі декорації                              | ★ Жак Солньє — «Кохання Свана» | ★ Жак Солньє — «Кохання Свана»                                                                          |
| Найкращі декорації                              | • Енріко Джоб (Enrico Job) — «Кармен» | |
| Найкращі декорації                              | • Жан-Жак Казіо — «Вершники бурі» | |
| Найкращі декорації                              | • Бернар Евейн (Bernard Evein) — «Наша історія» | |
| Найкращі костюми                                | ★ Івонн Сассіно де Нель (Yvonne Sassinot de Nesle) — «Кохання Свана»                                                                                     | ★ Івонн Сассіно де Нель (Yvonne Sassinot de Nesle) — «Кохання Свана»                                    |
| Найкращі костюми                                | • Енріко Джоб — «Кармен» | |
| Найкращі костюми                                | • Розін Деламар та Корінн Жоррі — «Форт Саган» | |
| Найкращий звук                                  | ★ Домінік Еннекен (Dominique Hennequin), Гі Левель та Гарольд Морі — «Кармен»                                                                            | ★ Домінік Еннекен (Dominique Hennequin), Гі Левель та Гарольд Морі — «Кармен»                           |
| Найкращий звук                                  | • Пьер Гаме (Pierre Gamet) та Жак Момон — «Кохання до смерті»                                                                                            | |
| Найкращий звук                                  | • П'єр Ґаме, Жан-Поль Лобліє та Клод Вілланд (Claude Villand) — «Форт Саган»                                                                             | |
| Найкращий звук                                  | • Бернар Леруа, Гійом С'їама та Клод Вілланд — «Спогади, спогади»                                                                                        | |
| Найкращий дебютний фільм                        | • «Діагональ слона» — реж.: Рішар Дембо | • «Діагональ слона» — реж.: Рішар Дембо                                                                 |
| Найкращий дебютний фільм                        | • «Хлопець зустрічає дівчину» (Boy Meets Girl (film, 1984)) — реж.: Леос Каракс                                                                          | |
| Найкращий дебютний фільм                        | • «Вали звідси» — реж.: Мішель Блан | |
| Найкращий дебютний фільм                        | • «Спогади, спогади» — реж.: Аріель Зейтун (Ariel Zeitoun)                                                                                               | |
| Найкращий короткометражний документальний фільм | ★ Життя на кінчиках ваших пальців / La nuit du hibou (реж.: Франсуа Дюпейрон)                                                                            | ★ Життя на кінчиках ваших пальців / La nuit du hibou (реж.: Франсуа Дюпейрон)                           |
| Найкращий короткометражний документальний фільм | • Миска і тарілка / L'écuelle et l’assiette (реж.: Рауль Россі)                                                                                          | |
| Найкращий короткометражний документальний фільм | • Посвячення Дюрера / Hommage à Dürer (реж.: Жерар Самсон)                                                                                               | |
| Найкращий короткометражний ігровий фільм        | ★ Перші заняття / Première classe (реж.: Мехді Ель Глауї)                                                                                                | ★ Перші заняття / Première classe (реж.: Мехді Ель Глауї)                                               |
| Найкращий короткометражний ігровий фільм        | • Поєднання жирафа / La combine de la girafe (реж.: Тома Жилу)                                                                                           | |
| Найкращий короткометражний ігровий фільм        | • Нічне вбивство / Homicide by Night (реж.: Жерар Кравчик)                                                                                               | |
| Найкращий короткометражний ігровий фільм        | • Oiseau de sang (реж.: Фредерік Ріппер) | |
| Найкращий короткометражний ігровий фільм        | • Перші метри / Premiers mètres (реж.: П'єр Леві) | |
| Найкращий короткометражний анімаційний фільм    | ★ Куля / La Boule (реж.: Ален Угетто) | ★ Куля / La Boule (реж.: Ален Угетто)                                                                   |
| Найкращий короткометражний анімаційний фільм    | • Гість / L’invité (реж.: Гай Жак) | |
| Найкращий короткометражний анімаційний фільм    | • Ра / Ra (реж.: Тьерри Бартез, Пьер Жамен) | |
| Найкращий режисер реклами                       | ★ Les Vautours (Hertz) — реж.: Жан-Жак Анно | ★ Les Vautours (Hertz) — реж.: Жан-Жак Анно                                                             |
| Найкращий режисер реклами                       | • L’Aventurier (Grundig) — реж.: Ів Лафайє (Yves Lafaye)                                                                                                 | |
| Найкращий режисер реклами                       | • Chinoise (Maggi) — реж.: Жан-Батист Мондіно | |
| Найкращий режисер реклами                       | • Flamenco (Orangina) — реж.: Жан-Поль Гуд (Jean-Paul Goude)                                                                                             | |
| Найкращий режисер реклами                       | • James Bond (Peugeot 205 GTI) — реж.: Жерар Пірес | |
| Найкращий режисер реклами                       | • Kodachrome (Kodak) — реж.: Жан-Поль Гуд | |
| Найкращий режисер реклами                       | • Le Psychiatre (Brother) — реж.: Етьєн Шатільє (Étienne Chatiliez)                                                                                      | |
| Найкращий режисер реклами                       | • Les Petits Hommes verts (Lustucru) — реж.: Етьєн Шатільє                                                                                               | |
| Найкращий фільм іноземною мовою                 | США ★ Амадей / Amadeus (США, реж. Мілош Форман) | США ★ Амадей / Amadeus (США, реж. Мілош Форман)                                                         |
| Найкращий фільм іноземною мовою                 | Велика Британія • Грейстоук: Легенда про Тарзана, повелителя мавп / Greystoke: The Legend of Tarzan, Lord of the Apes (Велика Британія, реж. Ґ'ю Хадсон) | |
| Найкращий фільм іноземною мовою                 | США • Кохані Марії / Maria’s Lovers (США, реж. Андрій Кончаловський)                                                                                     | |
| Найкращий фільм іноземною мовою                 | ФРН • Париж, Техас / Paris, Texas (ФРН, реж. Вім Вендерс)                                                                                                | |
| Найкращий франкомовний фільм                    | Буркіна-Фасо ★ Божий дар / Wend Kuuni / Le Don de Dieu (виробництво: Верхня Вольта, реж. Гастон Каборе)                                                  | Буркіна-Фасо ★ Божий дар / Wend Kuuni / Le Don de Dieu (виробництво: Верхня Вольта, реж. Гастон Каборе) |

### Спеціальні нагороди
| Нагорода         | Лауреати                                     | Лауреати |
| ---------------- | -------------------------------------------- | -------- |
| Почесний «Сезар» | ★ Крістіан-Жак                               |          |
| Почесний «Сезар» | ★ Даніель Дар'є                              |          |
| Почесний «Сезар» | ★ Крістін Гуз-Реналь (Christine Gouze-Rénal) |          |
| Почесний «Сезар» | ★ Ален Пуаре                                 |          |